# Colombia Potencia de la Vida-Strongman Femenino
El Colombia Potencia de la Vida-Strongman Femenino (código UCI: CPS) es un equipo ciclista femenino de Colombia de categoría UCI Women's Continental Team, segunda categoría femenina del ciclismo en ruta a nivel mundial.
El equipo se inició en el 2020 como un proyecto del Ministerio del Deporte bajo el programa Talentos Colombia para consolidar al país como un semillero de jóvenes talentos del ciclismo nacional y crear los cimientos para consolidar al país como tierra de atletas.

## Historia
El equipo de ciclismo femenino se crea a partir del apoyo del Ministerio del Deporte de Colombia al equipo masculino Colombia Tierra de Atletas-GW Bicicletas como una plataforma ideal para fortalecer el presente y proyectar aún más el futuro del ciclismo colombiano masculino y femenino en las categorías élite y sub-23; con el objetivo de participar en diferentes carreras a nivel nacional e internacional.
Este proyecto vincula alrededor de 300 atletas de todas las regiones del país para incentivar el talento del deporte insignia de Colombia para así lograr cumplir el sueño de ser ciclistas profesionales.

## Material ciclista
El equipo utiliza bicicletas Strongman, y componentes Shimano

## Clasificaciones UCI
Las clasificaciones del equipo y de su ciclista más destacado son las siguientes:
| Temporada | Clasificación por equipos | Mejor corredor | Posición |
| 2022      | 30.º                      | Lina Hernández | 54.º     |
| 2023      | 41.º                      | Lina Hernández | 272.º    |
| 2024      |                           | Bandera de ?   |          |

## Palmarés
Para años anteriores véase: Palmarés del Colombia Potencia de la Vida-Strongman Femenino.

### Palmarés 2024

#### Calendario UCI Femenino
| Fechas          | Carreras                                   | Ganadora          |
| 20 de agosto    | 1.ª etapa de la Vuelta a Colombia Femenina | Elizabeth Castaño |
| 21 de agosto    | 2.ª etapa de la Vuelta a Colombia Femenina | Paula Carrasco    |
| 21 de noviembre | 1.ª etapa de la Vuelta Femenina al Ecuador | Elizabeth Castaño |

## Plantillas
Para años anteriores, véase Plantillas del Colombia Potencia de la Vida-Strongman Femenino

### Plantilla 2024
| Integrantes del equipo 2024 | Integrantes del equipo 2024 | Integrantes del equipo 2024 | Integrantes del equipo 2024 |
| Corredor                    | Fecha de nacimiento         | Equipo previo               |                             |
| --------------------------- | --------------------------- | --------------------------- | --------------------------- |
| Lina Hernández              | 4 de enero de 1999          | Colnago CM Team (2020)      |                             |
| Ana Cristina Sanabria       | 2 de mayo de 1990           | Swapit Agolico (2019)       |                             |
| Paula Carrasco              | 9 de abril de 1999          |                             |                             |
| Elizabeth Castaño           | 28 de marzo de 2025         |                             |                             |
| María Latriglia             | 9 de junio de 1999          | Colnago CM Team (2020)      |                             |
| Elvia Cárdenas              | 20 de mayo de 2002          |                             |                             |
| Sara Moreno                 | 8 de enero de 2003          |                             |                             |
| Maria Camila Atahualpa      | 9 de febrero de 2002        |                             |                             |
|                             |                             |                             |                             |
| Fuente: UCI                 |                             |                             |                             |